# Cyberpunk: Edgerunners
Cyberpunk: Edgerunners (яп. サイバーパンク エッジランナーズ, Saibāpanku Ejjirannāzu) — польсько-японський аніме-серіал у жанрі кіберпанк 2022 року, знятий Studio Trigger за мотивами відеогри «Cyberpunk 2077» компанії CD Projekt Red. Прем'єра серіалу відбулася на Netflix у вересні 2022 року.

## Сюжет
У антиутопічному місті майбутнього, де панують корупція, злочинність і кібернетичні імплантати, імпульсивний, але талановитий вуличний хлопець — Девід, втративши все, що мав, у перестрілці, вирішує залишитися в живих, ставши «межовиком» (англ. edgerunner) — високотехнологічним найманцем на чорному ринку, також відомим як «кіберпанк». Встановивши імплант «Сандевістан», який вилучила у кіберпсиху мати Дейвіда, він стає володарем надможливості, що полягає у надшвидкому переміщенні.

## Персонажі

### Головні герої
Девід (яп. デイビット, Deibitto, David)
Сейю: KENN (оригінал), Zach Aguilar (англійський дубляж) Латиноамериканський підліток, найкращий учень престижної академії Арасака. Через те, що він народився в бідній сім'ї, над ним постійно знущаються однокласники, і він відчуває, що йому тут не місце. Раптова і руйнівна особиста трагедія зрештою змушує його покинути навчання і стати на шлях боротьби за виживання.
Люсі (яп. ルーシー, Rūshī, Lucy)
Сейю: Аой Юкі (оригінал), Емі Ло (англійський дубляж) Вродлива, молода, спеціалістка з кібермережі, яка заводить романтичні стосунки з Девідом і знайомить його зі злочинним світом Нічного міста (анг. Night City). Особливу ненависть вона відчуває до корпорації Арасака (анг. Arasaka), через, що із задоволенням обкрадає кишені їхніх співробітників, і мріє про подорож на Місяць.

### Другорядні герої
Мейн (яп. メイン, Mein, Maine)
Сейю: Хірокі Точі (оригінал), Вільям С. Стівенс  (англійський дубляж) Ветеран, який командує власною командою. Він є одним з клієнтів Глорії і дозволяє Девіду приєднатися до команди під його та Люсі керівництвом.
Доріо (яп. ドリオ, Dorio)
Сейю: Мічіко Кайден (оригінал), Марі Вестбрук  (англійський дубляж) Подруга Мейна і заступник командира.
Ківі (яп. キーウィ, Kīwi)
Сейю: Такако Хонда (оригінал), Стефані Вонг  (англійський дубляж) Ветеран-кібернетрів, холодна і стоїчна, член команди Мейна. Суперхакер.
Пілар (яп. ピラル, Piraru, Pilar)
Сейю: Wataru Takagi (оригінал), Ian James Corlett (англійський дубляж) Досвідчений технік і член команди Мейна. Він також є старшим братом Ребекки.
Ребекка (яп. レベッカ, Rebekka, Rebecca)
Сейю: Tomoyo Kurosawa (оригінал), Alex Cazares (англійський дубляж) Захоплена стріляниною, член команди Мейна. Молодша сестра Пілара.
Фарадей (яп. ファラデー, Faradē, Faraday)
Сейю: Іноуе Кадзухіко (оригінал), Джанкарло Еспозіто (англійський дубляж) Фіксер зі зв'язками в «Мілітех». Він має ділові стосунки з командою Мейна і часто доручає їм виконання завдань, які зазвичай передбачають викрадення цінних і надсекретних даних у корпорації Арасака.
Глорія (яп. グロリア, Guroria, Gloria)
Сейю: Юріка Хіно (оригінал), Глорія Гараюа (англійський дубляж) Мати Девіда і парамедик, яка працює до останнього, щоб оплатити навчання Девіда в Академії Арасака.
Док (яп. リパードク, Ripādoku, Ripperdoc)
Сейю: Кендзіро Цуда (оригінал), Борж Етьєн  (англійський дубляж) Місцевий ріппердок, який допомагає оновлювати та встановлювати кібернетичні імплантати Девіда. Займаеться нелегальними модифікаціями.
Фалько (яп. ファルコ, Faruko, Falco)
Сейю: Ясуюкі Кашіва (оригінал), Метью Мерсер (англійський дубляж) Член команди Мейна. Водій групи.

## Виготовлення та випуск
Серію було анонсовано під час прямої трансляції гри «Night City Wire» 25 червня 2020 року. Його виробляє Studio Trigger, а режисер Хіроюкі Імаісі . Масахіко Оцука та Йошікі Уса пишуть сценарії, Йох Йосінарі розробляє персонажів і виступає режисером анімації, Юто Канеко та Юсуке Йошігакі є асистентами дизайнерів персонажів, Хіроюкі Канеко виступає асистентом режисера, Хіромі Вакабаяші виступає креативним директором, а Акіра Ямаока створює музику. Прем'єра відбулася на Netflix 13 вересня 2022 року Початковою темою є «Цей вогонь» Франца Фердинанда, а завершальною темою є «Дозвольте мені вас розчарувати» Давида Подсядло.

## Епізоди
| № серії | Назва серії              | Storyboard by                    | Режисер(и)       | Сценарист(и)                 | Story by                                         | Оригінальна дата виходу |
| --- | ------------------------ | -------------------------------- | ---------------- | ---------------------------- | ------------------------------------------------ | ----------------------- |
| 1 | «Підвести тебе»          | Йошіюкі Канеко                   | Йошіюкі Канеко   | Йошікі Уса                   | Бартош Штибор, Ян Бартковіч і Лукаш Людковський  | 13 вересня 2022         |
| Девід Мартінес — молодий хлопець, який відвідує престижну академію Арасака за бажанням своєї матері Глорії, незважаючи на те, що вони перебувають у скрутному фінансовому становищі. Щоб продовжувати відвідувати заняття, Девід незаконно модифікує своє кіберпрограмне забезпечення, щоб не платити за необхідне оновлення. Однак модифікації призводять до збою в роботі шкільної системи, і Глорія погоджується оплатити збитки. По дорозі додому Девід вступає в коротку суперечку з матір'ю, після чого вони вступають у вуличну бійку, в результаті якої Глорія отримує важкі поранення. Девіду вдається отримати доступ до ощадного рахунку Глорії, щоб оплатити її медичні витрати, і з'ясовує, що вона вкрала військовий імплантат «Сандевістан». Після нападу однокласника Кацуо Девід з жахом дізнається, що стан Глорії погіршився і вона померла в лікарні. Тепер повністю розорений, не маючи успіху у продажу «Сандевістану», і розлючений на Кацуо за образу Глорії, Девід зустрічається зі своїм лікарем Ріппердоком і просить встановити «Сандевістан» в його власне тіло. |                          |                                  |                  |                              |                                                  |                         |
| 2 | «Як хлопчик»             | Йошіюкі Канеко                   | Юічі Сімодайра   | Йосікі Уса та Масахіко Оцука | Бартош Штибор, Ян Бартковіч та Лукаш Людковський | 13 вересня 2022         |
| Док погоджується встановити Девіду «Сандевістан», який дарує йому підвищену швидкість і рефлекси. З новими силами Девід повертається до школи і мстить Кацуо, нападаючи на нього серед білого дня. Батько Кацуо, Танака, керівник компанії «Арасака», помічає, що Девід може використовувати «Сандевістан» без видимих побічних ефектів, що робить його цінним піддослідним. Тим часом, коли Девід безцільно блукає містом, він зустрічає красиву молоду кишенькову злодійку на ім'я Люсі, яка погоджується взяти його в напарники. Після нічної кишенькової крадіжки Девід втрачає свідомість через надмірне вживання «Сандевістану». Люсі відводить Девіда до лікаря, який прописує йому імунодепресанти і попереджає, щоб він не вживав «Сандевістан» більше двох-трьох разів на день, хоча і відзначає, що Девід, схоже, має чудову переносимість препарату. Люсі запрошує Девіда до себе додому, де розповідає, що її мрія — емігрувати за межі планети в колонію на Місяці. Вона показує Девіду віртуальну реконструкцію поверхні Місяця, але це виявляється вивертом, щоб продати Девіда банді еджерунерів. |                          |                                  |                  |                              |                                                  |                         |
| 3 | «Гладкий злочинець»      | Акіра Амемія                     | Май Овада        | Йосікі Уса та Масахіко Оцука | Бартош Штибор, Ян Бартковіч і Лукаш Людковський  | 13 вересня 2022         |
| Девід стикається з бандою, яку очолює чоловік на ім'я Мейн, який розповідає, що Глорія продала йому «Сандевістан», і що він її знайомий. Девід розповідає, що він син Глорії, і пропонує працювати на Мейна, демонструючи свою сумісність з Сандевістаном. Під враженням і в знак поваги до дружби з Глорією, Мейн дозволяє Девіду приєднатися до банди. Потім Девід повертається додому, втративши довіру до Люсі. Наступного дня Девід зустрічається з бандою, і Мейн знайомить його з іншими членами: Ківі, Доріо і Пілар. Потім Девід бере участь у пограбуванні, щоб викрасти навігатор у Максима, водія Арасаки. Однак план не вдається, і Девід і Люсі змушені викрасти лімузин Максима, щоб отримати навігаційні дані замість нього. Мейн рятує їх від мисливця за головами і, вражений роботою Девіда, офіційно приймає його в банду. Девід також знайомиться з фіксером Мена, Фарадеєм, який шукає інформацію про пересування Танаки. Потім Девід отримує повідомлення з Академії, де йому пропонують повернутися, але Девід навідріз відмовляється. |                          |                                  |                  |                              |                                                  |                         |
| 4 | «Пощастило тобі»         | Йошіюкі Канеко                   | Акіра Фурукава   | Йошикі Уса та Масахіко Цука  | Бартош Штибор                                    | 13 вересня 2022         |
| Як новобранець, Девід проходить навчання та інструктаж від інших членів банди, в тому числі виконує доручення Пілар та його сестри Ребекки, вчиться водити машину з Мейну, а також бігає та проводить час з Люсі. Він також бере участь у кількох операціях, таких як затримання банди сміттярів і порятунок Ребекки від злочинного угрупування, а також допомагає Люсі з новими пограбуваннями. Він дізнається, що Люсі — талановита мережевичка, але про її минуле відомо небагато. Девід зізнається Мейну, що у нього є почуття до Люсі, але він впевнений, що вона не відповідає йому взаємністю, і йому важко зрозуміти, наскільки він може їй довіряти. Зрештою, Девід починає відчувати себе в банді як вдома. Однак по дорозі додому з бару Пілар починає чіплятися до бездомного. У безхатченка виявляється кіберпсихоз, і він раптово вбиває Пілар з прихованого пістолета. Відчайдушно намагаючись захистити Люсі, Девід використовує свій Сандевістан, щоб убити кіберпсихопата. Девід відвозить Люсі додому, поки банда розбирається з безладом, де Люсі відкриває, що її мрія полетіти на Місяць — справжня. Девід обіцяє Люсі, що відвезе її на Місяць, і вони обоє цілуються. |                          |                                  |                  |                              |                                                  |                         |
| 5 | «Всі дивляться на мене»  | Кодай Накано                     | Кодай Накано     | Йосікі Уса та Масахіко Оцука | Бартош Штибор                                    | 13 вересня 2022         |
| Банда намагається знайти більше зачіпок на Танаку, і Ківі згадує, що вона виявила, що він таємно користується незаконними мозковими штуками, створеними «Джей Кей». Девід визнає, що це справа рук Джиммі Куросакі, відомого режисера BD, який також налаштовує BD на замовлення для особливих клієнтів, включаючи Танаку. Вбачаючи в Танаці потенційну можливість влаштувати засідку, банда намагається викрасти «Джей Кей», але він перехитрив їх, захопив Девіда і втік з місця злочину разом з Люсі і Доріо. Джей Кей піддає Девіда травмуючим БД, намагаючись викликати кіберпсихоз, перш ніж його зупиняють і захоплюють Люсі і Доріо. Не маючи іншого вибору, Джей Кей погоджується заманити Танаку, але не раніше, ніж попередити Девіда, що Сандевістан неминуче змусить його стати кіберпсихом. Танака прибуває на зустріч з Джей Кей і згодом потрапляє в полон, але не раніше, ніж Джей Кей отримує смертельне поранення в перестрілці. З прибуттям травматологічної бригади банда змушена швидко евакуюватися разом з Танакою, в той час як Девід залишається стурбованим словами Джей Кей. |                          |                                  |                  |                              |                                                  |                         |
| 6 | «Дівчина у вогні»        | Кай Ікараші                      | Йошіюкі Канеко   | Йосікі Уса та Масахіко Оцука | Бартош Штибор, Ян Бартковіч і Лукаш Людковський  | 13 вересня 2022         |
| У Мейна починають розвиватися ознаки кіберпсихозу, оскільки він починає мати проблеми з контролем над своїми імплантатами, випадково втрачає свідомість, має галюцинації та значні перепади настрою. Це призводить до того, що він втрачає самоконтроль і нападає на Ківі, яка намагається зламати кіберпрограму Танаки, серйозно травмувавши її. Люсі погоджується зайняти місце Ківі, але тільки за умови, що Мейн буде триматися подалі, а Девід буде супроводжувати її. Коли Люсі занурюється в свідомість Танаки, Танака приходить до тями і благає Девіда відпустити його, кажучи, що це він відмінив своє виключення з Академії і у нього все ще є майбутнє в ній, а також, що еджраннери вб'ють його після того, як отримають його інформацію, щоб зв'язати кінці з кінцями. Це змушує Девіда вагатися досить довго, щоб нейронний імплантат Танаки закоротився, ризикуючи вбити і Люсі. Доріо безпечно від'єднує Люсі, але їх глушилка була виведена з ладу, і команда травматологів отримала життєво важливі показники Танаки і вже в дорозі з NCPD. Мейн відправляє Девіда і Люсі до їх втечі, поки вони з Доріо забирають Танаку, щоб відволікти владу. Однак під час битви Мейн починає піддаватися своєму кіберпсихозу, що призводить до загибелі Доріо, коли вона намагається захистити його. Девід намагається врятувати Мейн, але йому залишається лише безпорадно спостерігати, як жаліслива Мейн підриває себе разом з трупом Доріо. Все, що може зробити Девід — це втекти, обійнявши Мейн. |                          |                                  |                  |                              |                                                  |                         |
| 7 | «Сильніше»               | Йосіхіро Міядзіма                | Томоюкі Мунехіро | Масахіко Оцука               | Бартош Штибор, Ян Бартковіч і Лукаш Людковський  | 13 вересня 2022         |
| Через деякий час Девід став новим лідером групи еджерраннерів штату Мейн, встановивши собі більше імплантатів, в тому числі імплантати руки штату Мейн, і сам став відомим еджерраннером. Проте він не зміг переконати Люсі повернутися до екіпажу. Після успішного завершення завдання наладчика Вакако з порятунку VIP-персони від банди «Вихор», до Девіда звертається Фарадей, який пропонує йому роботу в «Мілітех» проти Арасаки, щоб перевірити, чи гідний він успадкувати останню роботу Мейна по відновленню даних, які приховував Танака. Фарадей також просить Девіда знову спробувати завербувати Люсі. Повернувшись додому, Девід розмовляє з Люсі, бажаючи дізнатися більше про її минуле. Вона розповідає, що раніше входила до складу спеціальної команди мережевиків Арасака, яких виростили і навчили заглиблюватися в Стару Мережу, щоб відновити втрачені дані. Проте робота була надзвичайно небезпечною, оскільки наражала їх на небезпеку зловмисних ШІ і шкідливих програм, які вбили більшу частину команди. Зрештою, Люсі вдалося втекти з Арасаки і опинитися в Нічному місті. Вона також зізнається, що якщо раніше турбувалася лише про себе, то тепер більше хвилюється за здоров'я Девіда. Пізніше Люсі вбиває агента Арасаки, який розслідує дані про піддослідного, що були таємничим чином стерті з записів Танаки. |                          |                                  |                  |                              |                                                  |                         |
| 8 | «Залишся»                | Йосіхіро Міядзіма                | Юічі Сімодайра   | Масахіко Оцука               | Бартош Штибор, Ян Бартковіч і Лукаш Людковський  | 13 вересня 2022         |
| Взявшись за роботу Фарадея, Девід вбиває директора лабораторії «Арасака», але при цьому виявляє ознаки кіберпсихозу. Тим часом контррозвідка «Арасака» розслідує загадкові смерті співробітників «Арасака». Вважаючи, що до цього причетний «Мілітех», вони організовують замах на Фарадея, якому вдається врятуватися. Після того, як «Мілітех» відмовляється надати йому захист через відсутність результатів по відновленню даних по проекту Арасаки «Кіберскелтон», Фарадей вступає в контакт з Арасакою. Арасака готовий пробачити Фарадею смерть Танаки, в обмін на те, що той вистежить мережевого зловмисника, відповідального за приховування даних Танаки і вбивство їхніх агентів. Тим часом Девід продовжує проявляти все більше симптомів кіберпсихозу, а також страждає від травми через вбивство невинної секретарки, схожої на Глорію. Док рекомендує Девіду відмовитися від імплантатів, але Девід нападає на нього, що ще більше псує їхні стосунки. Девід знову намагається завербувати Люсі, але вона наполягає на тому, що спочатку їй потрібно дещо владнати, і Девід вирішує порвати з нею. Потім Люсі виявляє ще одного агента Арасаки, який шукає дані Танаки, і вирушає вбити його, але потрапляє в пастку, розставлену Фарадеєм і Ківі. |                          |                                  |                  |                              |                                                  |                         |
| 9 | «Людяність»              | Йошіюкі Канеко                   | Акіра Фурукава   | Масахіко Оцука               | Бартош Штибор, Ян Бартковіч і Лукаш Людковський  | 13 вересня 2022         |
| Допитавши Люсі, Фарадей і Ківі з'ясовують, що Люсі активно приховувала дані Танаки про Девіда як потенційного піддослідного для випробування кіберскелета. Зрозумівши це, Фарадей планує запропонувати і Люсі, і Девіда Арасаці, щоб забезпечити собі місце в компанії. Для цього Фарадей призначає Девіду завдання напасти на конвой Арасаки. Девід залучає на допомогу Ківі, Ребекку і Фалько, і їм вдається захопити основний вантаж конвою, який виявляється кіберскелету. Потім прибуває загін «Мілітеху» завдяки наводці Фарадея, який має намір змусити Девіда встановити кіберскелет і з його допомогою знищити загін «Мілітеху», щоб продемонструвати свою міць. Ківі змушена втекти, оскільки Фарадей видає себе за Люсі, щоб обманом змусити його встановити кіберскелет. Люсі вдається ненадовго втекти і попередити Девіда про дволикість Фарадея, перш ніж її знову схоплять. Розлючений Девід використовує кіберскелет, щоб знищити сили Мілітеху, незважаючи на величезні втрати для свого тіла, а потім каже Ребекці і Фалько, що вони підуть рятувати Люсі і помститися Фарадею. |                          |                                  |                  |                              |                                                  |                         |
| 10 | «Мій місяць Мій чоловік» | Хіроюкі Імаї, Сушіо, Йо Йосінарі | Кодай Накано     | Масахіко Оцука               | Бартош Штибор, Ян Бартковіч і Лукаш Людковський  | 13 вересня 2022         |
| Девід, Ребекка і Фалько прокладають собі шлях до вежі Арасака через сили Мілітека, Арасака і МаксТак, коли він, Ребекка і Фалько прямують до Арасака Тауер. Тим часом стан Девіда продовжує погіршуватися, оскільки у нього закінчуються імунодепресанти. Тим часом Ківі передумує працювати з Фарадеєм і вирішує розірвати з ним зв'язок, тому він вбиває її, щоб покінчити з цим. Перед смертю Ківі повідомляє Девіду та іншим про місцезнаходження Фарадея та Люсі. Девід атакує вежу, вбиває охоронців Арасаки, рятує Люсі і виводить з ладу Фарадея. Зрозумівши, що ситуація вийшла з-під їхнього контролю, Арасака відправляє Адама Смашера, щоб вбити Девіда. Під час бою Фарадея збивають з вежі і він розбивається на смерть, а Ребекку вбиває Адам Смешер. Девід доручає Фалько забезпечити втечу Люсі, а сам залишається, щоб стримати Адама Смешера. Незважаючи на кіберскелет, Девід не може зрівнятися з Адамом Смашером, і його швидко схоплюють і вбивають, хоча він ні про що не шкодує, знаючи, що Люсі в безпеці. Через деякий час Люсі здійснює свою мрію про подорож на Місяць, але засмучена тим, що Девіда немає з нею. |                          |                                  |                  |                              |                                                  |                         |

## Сприйняття
У перший тиждень шоу дебютувало в десятці кращих Netflix із 14,88 мільйонами годин перегляду. Його успіх допоміг збільшити продажі Cyberpunk 2077 до 20 мільйонів одиниць.

### Критична реакція
Cyberpunk: Edgerunners отримав схвальні відгуки критиків та фанатів. На сайті агрегатора рецензій Rotten Tomatoes 95 % з 16 відгуків критиків є позитивними, із середньою оцінкою 8,8/10. Консенсус на сайті звучить так: «Завантажуючи Нічне місто шаленим екшеном і вражаючим візуальним чуттям, „Переслідувачі“ є надзвичайно стильною аніме-адаптацією визнаного світового кіберпанку».
Джонатон Вілсон написав для Ready Steady Cut, що «багато в чому це історія про кіберпанк, яку хотіла розповісти гра Cyberpunk, але не змогла». Метт Кім з IGN високо оцінив дослідження ворожого життя в Нічному місті, особливо візуальні ефекти, зазначивши, що більше уваги було приділено місту, а не окремим персонажам, і назвавши це «дикою поїздкою, але вартою кожної хвилюючої секунди». У рецензії для Polygon Камболе Кемпбелл похвалив «візуальну мову для різних ігрових концепцій», а також «звукове розмаїття саундтреку» і виявив, що найкращим аспектом шоу була «здатність зобразити психологічну розгубленість персонажів, не відчуваючи при цьому неавтентичності.».
Режисер відеоігор Хідео Кодзіма також високо оцінив шоу, назвавши його «дивом натискання на спусковий гачок для світу», і вигідно порівняв художнє оформлення та світовий дизайн із серіалом OVA 1990 року «Кібер-місто Оедо 808». Майк Пондсміт, творець оригінальної рольової гри Cyberpunk, також похвалив шоу, написавши: «Це як побачити мій мозок у аніме на великому екрані». Видавець настільної гри Cyberpunk, R. Talsorian, оголосив про плани розширення на основі Edgerunners у листопаді 2022 році.